# Babekuhl
Babekuhl ist ein bewohnter Gemeindeteil der Gemeinde Lanz des Amtes Lenzen-Elbtalaue im Landkreis Prignitz in Brandenburg.

## Geographie
Der Ort liegt zwei Kilometer östlich von Lanz und zehn Kilometer ostsüdöstlich von Lenzen (Elbe), dem Sitz des Amtes Lenzen-Elbtalaue, und befindet sich auf der Gemarkung von Lanz. Nachbarorte sind Gadow im Norden, Lenzersilge im Nordosten, Bärwinkel im Südosten, Bernheide im Süden sowie Lanz im Westen. In unmittelbarer Nähe zum Ort befindet sich der Fluss Löcknitz. Die Elbe ist etwa drei Kilometer entfernt.

## Geschichte

### 15. bis 17. Jahrhundert
1406 wurde Babekuhl das erste Mal urkundlich in seiner noch heute genutzten Schreibweise erwähnt. Im Jahr 1615 wurde allerdings die Schreibweise Papekul, 1623 Babekuehll genutzt. Es gehörte bis 1406 den von Platen zu Cumlosen und kam im genannten Jahr als wüste Feldmark an die Stadt Lenzen, die die Feldmark sowie das Vorwerk Babekuhl übernahmen. In dieser Zeit erschien Babekuhl lediglich als Feldmark der Stadt Lenzen und es kam 1615 zu einem Streit mit den von Möllendorf über die Holznutzung auf Gadow. Im Jahr 1684 gab es einen Hof der Stadt Lenzen, die Babekuhl genannt wurde. Ein Kämmereivorwerk gab es seit 1688.

### 18. Jahrhundert
Im Jahr 1734 lebten in Babekuhl ein Häusling, ein Hirte und zwei Mädge. Die Stadt Lenzen verpachtete 1743 Babekuhl; 1768 wurde es an die von Möllendorf zu Gadow vererbpachtet und kam 1804 zusammen mit der halben Feldmark Damerow endgültig in deren Besitz. Es gab im Dorf 1745 eine Meierei der Stadt Lenzen, das Vorwerk erschien erneut 1769 als Kämmereivorwerk. Unter der Herrschaft der von Möllendorf entstand in den Jahren 1776/1777 eine Kolonie mit drei Stellen. Für 1791 waren überliefert: das Kämmereivorwerk, acht Büdner, ein Haus mit einem Verwalter und sechs Feuerstellen (= Haushalte).

### 19. Jahrhundert
Um 1800 gehörte der Ort zum Lenzenschen Kreis in der Provinz Prignitz, Teil der Kurmark der Mark Brandenburg. In einer Beschreibung der Mark Brandenburg aus dem Jahr 1804 wurde der Ort als Erbpachtsvorwerk und Kolonie verzeichnet. Er verfügte damals über acht Büdner, drei Einlieger, acht Feuerstellen und insgesamt 52 Einwohner. Eingepfarrt war er in Lanz und postalisch über Lenzen erreichbar. Das Vorwerk war von der Kämmerei in Lenzen in Erbbacht gegeben und befand sich im Besitz des Deichhauptmanns von Möllendorf zu Gadow. 1817 wurde lediglich die Kolonie erwähnt, 1846 die Kolonie und zehn Wohnhäuser. 1843 wird von einer Schmiede in Babekuhl berichtet. Die Einwohner bauten Kartoffeln an, betrieben Viehzucht, waren aber auch als Tagelöhner tätig (1852). Die Gemarkung umfasste im Jahr 1860 insgesamt 115 Morgen (Mg): 1 Mg Gehöfte, 1 Mg Gartenland, 109 Mg Acker und 4 Mg Wiese. Darauf standen vier Wohn- und sieben Wirtschaftsgebäude.

### 20. Jahrhundert
Zur Jahrhundertwende gab es in Babekuhl neun Häuser auf 41 Hektar (ha) Fläche. Babekuhl wurde 1931 Gemeinde mit elf Wohnhäusern; 1939 kam Babekuhl als Ortsteil zur Gemeinde Lanz. Im Jahr 1960 gründete sich eine LPG Typ I Waldfrieden, die sich bereits im Folgejahr mit der LPG Einigkeit in Lanz zur LPG Einigkeit zusammenschloss.

## Bevölkerungsentwicklung
| Jahr      | 1734 | 1772 | 1791 | 1801 | 1817 | 1837 | 1858 | 1871 | 1895 | 1925 |
| Einwohner | 14   | 20   | 50   | 52   | 31   | 51   | 41   | 59   | 30   | 47   |

## Kultur und Sehenswürdigkeiten

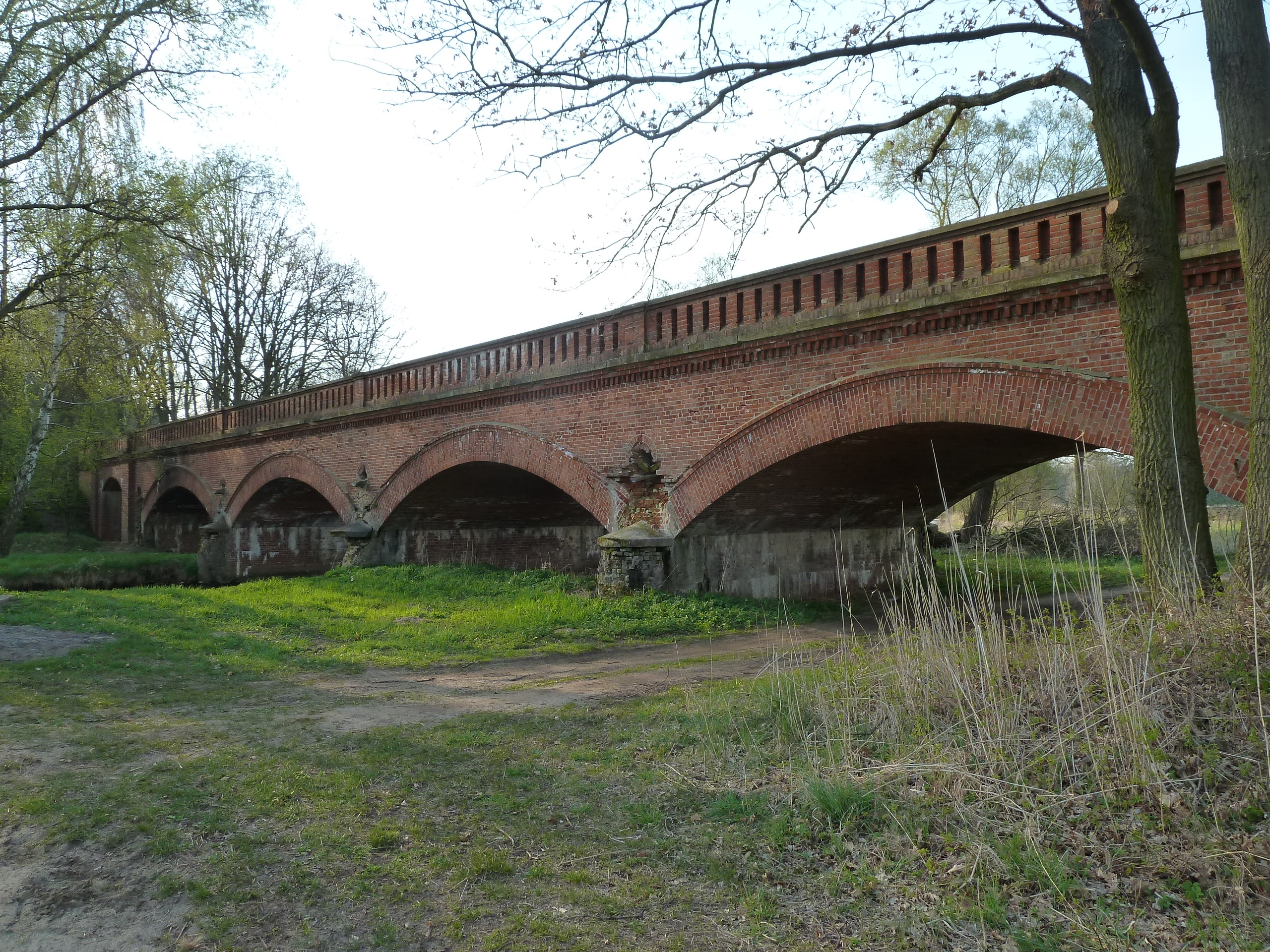
Eisenbahnbrücke bei Babekuhl

An Babekuhl führte zu einer früheren Zeit die Bahnstrecke Wittenberge–Buchholz entlang. Nach 1945 wurde die Strecke als Reparationsleistung demontiert und in die Sowjetunion gebracht. Zwei Eisenbahnbrücken blieben erhalten, die im Jahr 2024 unter Denkmalschutz stehen.